# 백봉초등학교 (충북)
백봉초등학교는 대한민국 충청북도 괴산군에 있는 공립 초등학교이다.

## 학교 연혁
- 1934년 4월 1일: 청안공립보통학교 부설 백봉간이학교 인가
- 1943년 4월 1일: 백봉국민학교 승격 개교
- 1955년 5월 9일: 백봉리에서 부흥리로 학교 이전
- 1984년 3월 1일: 병설유치원 개원
- 1995년 3월 1일: 운곡분교장 통합
- 1996년 3월 1일: 백봉초등학교로 개칭
- 1999년 9월 1일: 장암분교장 통합

## 느티나무
백봉초등학교 운동장 한쪽에 자리한 600년 수령의 느티나무이다. 2017년 5월 19일 KBS 숨터 에 방송되었다.

## 참고 자료
- 백봉초등학교 - 한국교육학술정보원 학교알리미